# Citipati
Citipati és un gènere de dinosaure teròpode oviraptòrid que va viure al Cretaci superior en el que actualment és Mongòlia. Les seves restes fòssils es van trobar a la formació de Djadokhta de Ukhaa Tolgod, al desert de Gobi. És un dels oviraptòrids més ben coneguts, gràcies a l'elevat nombre d'esquelets ben preservats, incloent diversos espècimens trobats en posició d'incubació sobre nius amb ous. Aquests espècimens nidificants han ajudat a assentar encara més l'enllaç entre els dinosaures no avians i els ocells.